# 山本商店 (商社)
株式会社山本商店（ 英: H.YAMAMOTO & CO.,LTD. ）は、兵庫県神戸市に本社を置く商社である。1994年、イタリアのカファレルと輸入総代理店契約を結び、現在は食品の輸入販売が主である。
創業当時はインド向けにメリヤス製品の輸出を主な生業としていたが、世界恐慌により事業を整理、その後第二次世界大戦の影響により一時休業。
戦後営業再開の後は、テレビや石油ストーブの輸入業に主業を変更、1994年のカファレルとの代理店契約締結後は直営店の運営等、小売業にも事業を拡大している。

## 沿革
- 1911年 - 神戸市生田区(現・中央区)にて創業。
- 1927年3月 - 日本での金融恐慌、その後1929年に始まる世界恐慌により一時的に事業を整理。
- 1939年 - 第二次世界大戦の影響により一時休業。
- 1945年 - 神戸大空襲により本社が被災。
- 1994年 - イタリアのチョコレートの製造・販売を行うカファレルと輸入総代理店契約を締結。
- 1995年1月17日 - 阪神・淡路大震災により本社が被災。

## ブランド

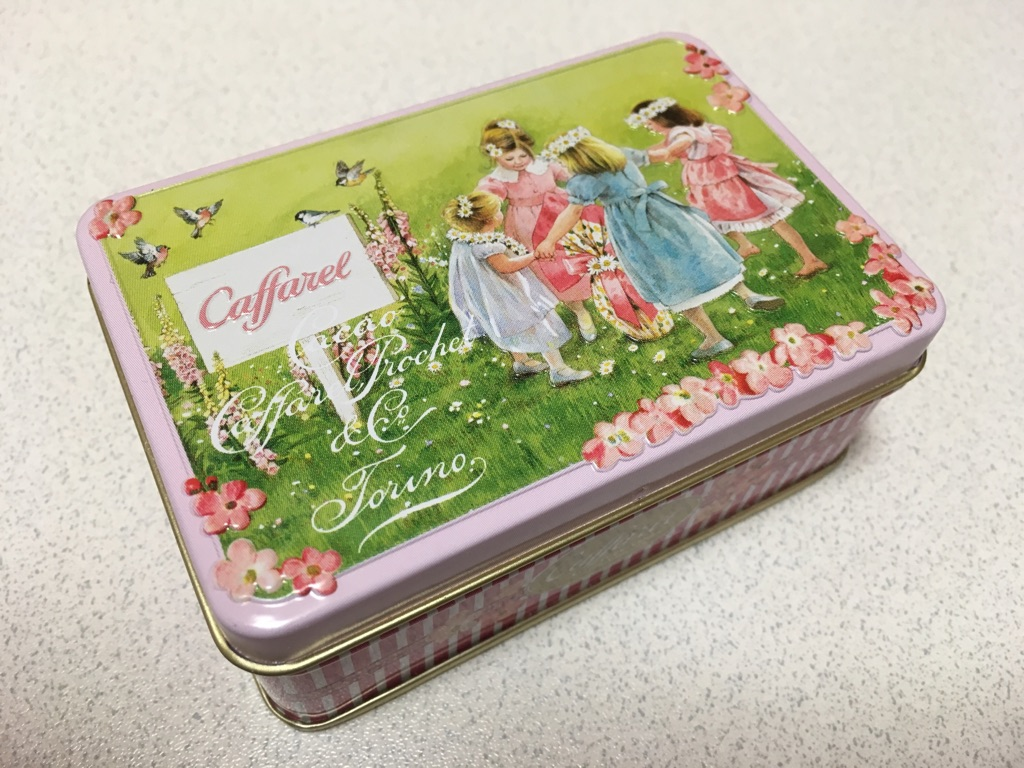
カファレル商品

- チョコレート
  - カファレル
  - チョコレートカンパニー
  - クプルブ
  - チョコレート・オルガニコ
- 菓子
  - バルベロ
  - アントニオ・マッティ
  - メイドグッド
  - ポール・アンド・ピッパ
  - バーバラズベーカリー
  - オンクルアンシ
  - プレウェッツ
  - ハーフポップス
  - シンプリー・コーニッシュ
- 食塩
  - サル・デ・イビザ
- 飲料
  - シーランドバーチ
- 紅茶
  - エーシーパークス

## 所在地
- 本社 - 兵庫県神戸市中央区京町71 山本ビル
- 東京支社 - 東京都千代田区平河町1丁目7-20　COI平河町ビル1階
- カファレル直営店
  - 神戸北野本店 - 兵庫県神戸市中央区山本通3丁目7-29 神戸トアロードビル1階
  - 神戸旧居留地店 - 兵庫県神戸市中央区京町71 山本ビル地下1階
  - 東京駅グランスタ店 - 東京都千代田区丸の内1丁目9-1 東京駅地下1階 グランスタ内

- 有限会社山本ビル